# Партизанське (Гайсинський район)
Партизанське — селище в Україні, у  Бершадській міській громаді Гайсинського району Вінницької області.

## Історія
Селище виникло у 1917-1920 роках під назвою Висілок. У 1927 році перейменоване на Сталіна. Селище було спалене партизанами під час окупації. 24 травня 1962 селище перейменоване на Партизанське.
12 червня 2020 року, відповідно розпорядження Кабінету Міністрів України № 707-р «Про визначення адміністративних центрів та затвердження територій територіальних громад Вінницької області», село увійшло до складу Бершадської міської громади.
19 липня 2020 року, в результаті адміністративно-територіальної реформи та ліквідації Бершадського району, село увійшло до складу Гайсинського району.
22 червня 2023 року рішенням Національної комісії зі стандартів державної мови віднесено до списку населених пунктів, які можуть не відповідати лексичним нормам української мови, зокрема стосуватися російської імперської політики (російської колоніальної політики). Громаді рекомендовано обґрунтувати доцільність збереження поточної назви або запропонувати нову назву в установленому законодавством порядку.